# 埃斯帕利永
埃斯帕利永（法語：Espalion，法語發音：[ɛspaljɔ̃]），法国南部城市，奥克西塔尼大区阿韦龙省的一个市镇，隶属于罗德兹区，其市镇面积为36.6平方公里，2022年1月1日时人口数量为4,607人，在法国城市中排名第2,412位。
埃斯帕利永位于阿韦龙省北部，洛特河畔，是一个区域性的中心城市，多条公路在此交汇。

## 地名来源
“Espalion”一名的起源及含义尚有待确定，阿韦龙文学家约瑟夫·韦莱曾著有《埃斯帕利永，有三十种地名来源的城市》（Espalion, la cité aux trente hypothèses onomastiques）一书。
埃斯帕利永所处区域历史上曾通行奥克语，“Espalion”对应的奥克语拼写为“Espaliu”。

## 历史

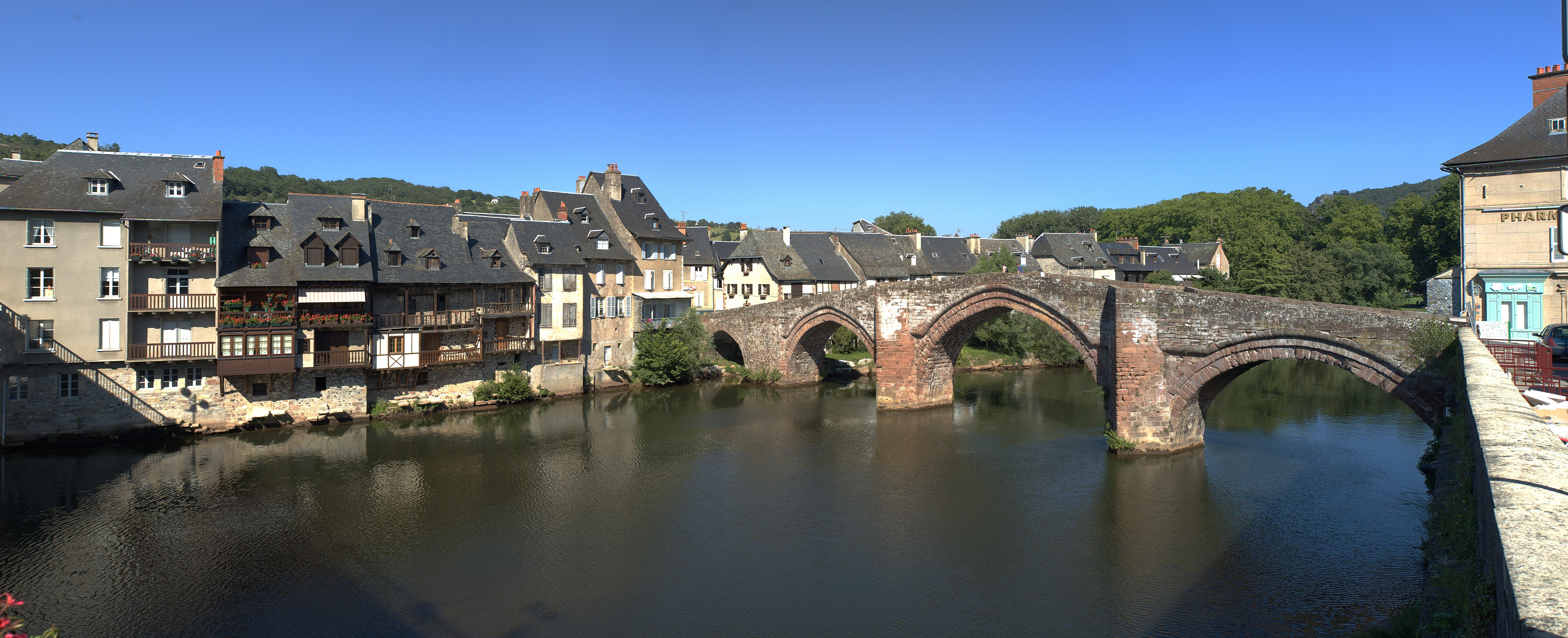
横跨洛特河的老桥 (埃斯帕利永)

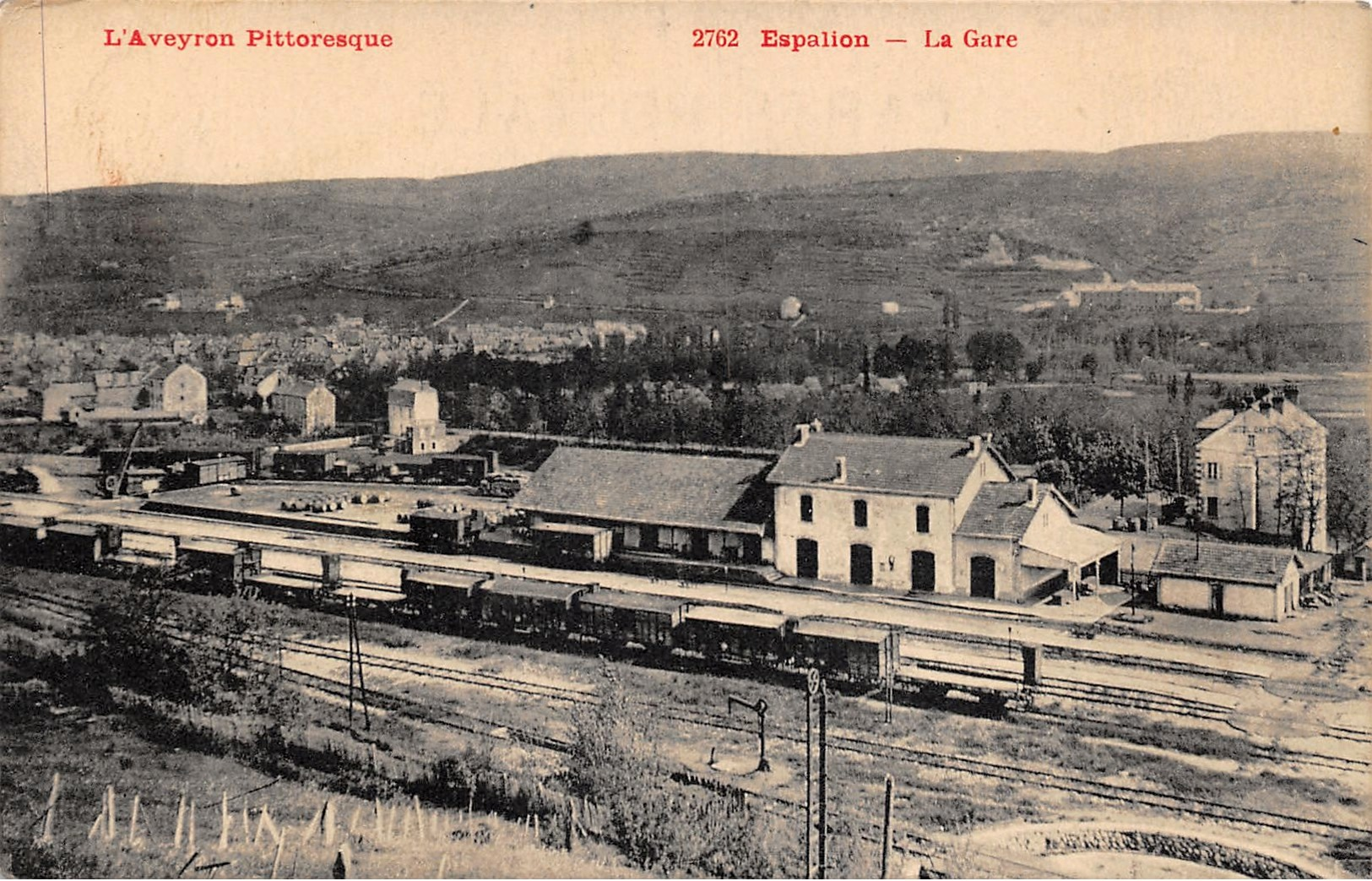
20世纪初的埃斯帕利永火车站

根据埃斯帕利永官方网站的论述，埃斯帕利永的城市起源尚有待考证，该区域在古典时期就已出现人类活动，当地民间有传说认为埃斯帕利永的城市创建与公元780年出现的横跨洛特河的老桥有关，后者可能为查理曼所建。中世纪中期，埃斯帕利永领主曾获得男爵头衔，其家族在洛特河畔兴建了卡尔蒙城堡，埃斯帕利永则于1060年获得市镇宪章。1472年，在罗德兹主教贝特朗·德·沙朗松的支持下，埃斯帕利永镇中心的教堂被拆除，当地新建了圣母教堂及施洗约翰教堂，并于1524年完工。1588年，埃斯帕利永老桥右岸新增一处钓桥作为当地的防御设施，后者于1724年被拆除。法国大革命期间，埃斯帕利永曾遭到严重破坏，当地城墙及大批居民建筑被毁，施洗约翰教堂被改建为市政厅。工业革命期间，埃斯帕利永镇中心兴建了多处现代建筑，纵贯市区并向洛特河两岸延伸的主干道于1887年建成，其河流左岸部分于1890年命名为约瑟夫·普朗克大街（boulevard Joseph Poulenc）。1908年，途径埃斯帕利永的贝托莱讷－埃斯帕利永铁路建成通车，后于1938年停止客运服务，并于1989年彻底关闭，原埃斯帕利永站的主站房被改建为文化活动中心。
在行政区划方面，埃斯帕利永在法国大革命以后成为阿韦龙省的一个市镇，并在1790至1801年间为该省的一个地区行署，后改为副省会。1832年，弗洛雅克整体并入埃斯帕利永。1926年，根据庞加莱改革方案，埃斯帕利永副市政府被撤销，其下属的埃斯帕利永区被整体并入罗德兹区。

## 地理

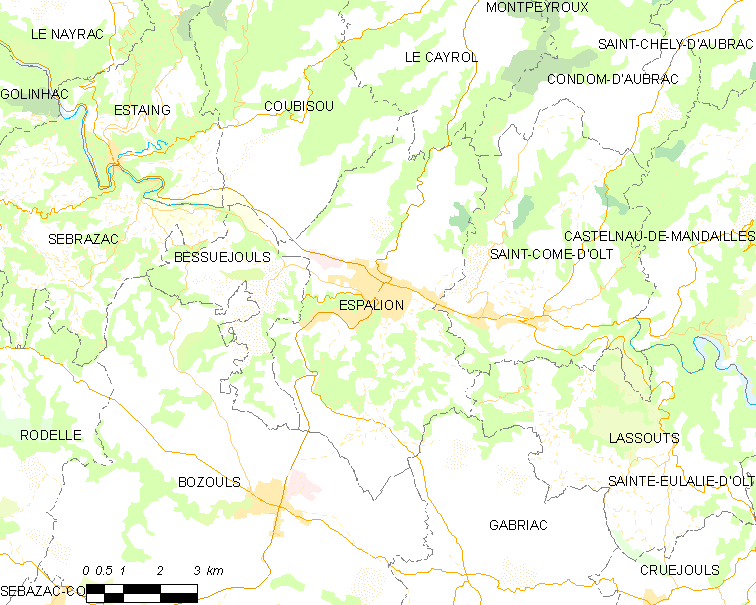
埃斯帕利永市镇范围地图

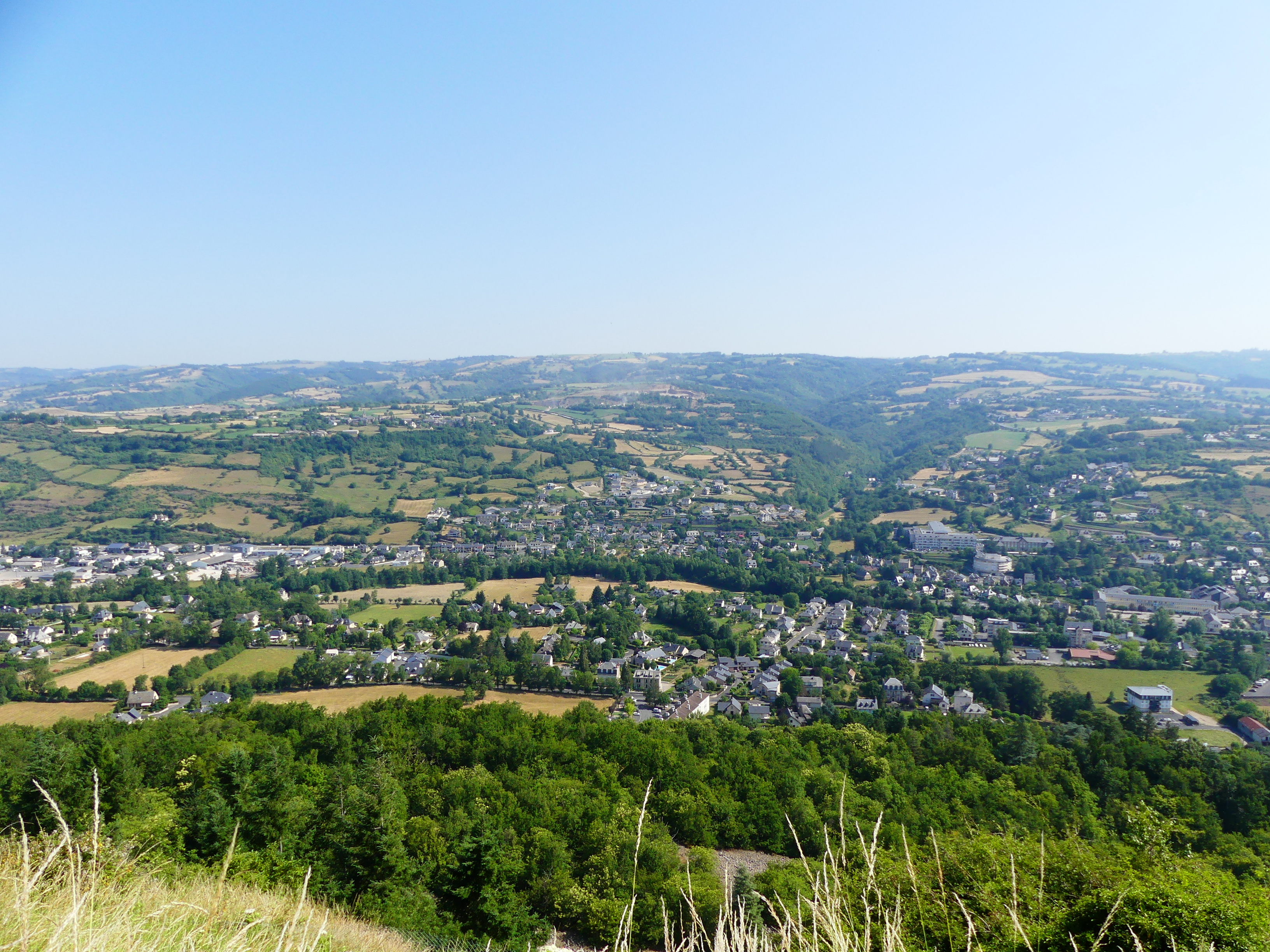
埃斯帕利永全景

埃斯帕利永位于法国南部，奥克西塔尼大区北部和阿韦龙省北部，距离省会罗德兹大约31公里。与埃斯帕利永接壤的市镇包括：库比苏、勒凯罗勒、孔东多布拉克、贝叙埃茹勒、圣科姆多尔特、博祖勒和加布里亚克。

### 地形
埃斯帕利永位于法国中央高原腹地，境内以丘陵和山地为主，市镇中心位于一处地势较为平坦的河谷地带，四周为山岭，全境海拔在338到764米之间。

### 水文
埃斯帕利永位于加龙河流域范围内，洛特河干流自东向西流经市中心，其左岸支流梅尔当松河在此与其交汇。

### 植被
埃斯帕利永属于温带阔叶混交林区，部分高海拔地区有针叶林分布，林地主要分布于河流附近及市区四周的坡地地区。
在鲜花城市的评比中，埃斯帕利永被评为3星级鲜花城市。

### 气候
埃斯帕利永在柯本气候分类法中属于带有温度特征的山地气候。
距离埃斯帕利永最近的常年气象站位于贝托莱讷境内，以下为该气象站的数据（其中日照数据取自罗德兹气象站）：
| 贝托莱讷 1981年－2019年 | 贝托莱讷 1981年－2019年 | 贝托莱讷 1981年－2019年 | 贝托莱讷 1981年－2019年 | 贝托莱讷 1981年－2019年 | 贝托莱讷 1981年－2019年 | 贝托莱讷 1981年－2019年 | 贝托莱讷 1981年－2019年 | 贝托莱讷 1981年－2019年 | 贝托莱讷 1981年－2019年 | 贝托莱讷 1981年－2019年 | 贝托莱讷 1981年－2019年 | 贝托莱讷 1981年－2019年 | 贝托莱讷 1981年－2019年 |
| 月份                    | 1月                     | 2月                     | 3月                     | 4月                     | 5月                     | 6月                     | 7月                     | 8月                     | 9月                     | 10月                    | 11月                    | 12月                    | 全年                    |
| ----------------------- | ----------------------- | ----------------------- | ----------------------- | ----------------------- | ----------------------- | ----------------------- | ----------------------- | ----------------------- | ----------------------- | ----------------------- | ----------------------- | ----------------------- | ----------------------- |
| 历史最高温 °C（°F）     | 17 (63)                 | 23.5 (74.3)             | 23.3 (73.9)             | 27 (81)                 | 30.2 (86.4)             | 35.1 (95.2)             | 35.8 (96.4)             | 38.5 (101.3)            | 36 (97)                 | 26 (79)                 | 22 (72)                 | 20 (68)                 | 38.5 (101.3)            |
| 平均高温 °C（°F）       | 7 (45)                  | 8.2 (46.8)              | 11.6 (52.9)             | 13.9 (57.0)             | 18.6 (65.5)             | 22.2 (72.0)             | 25 (77)                 | 25.1 (77.2)             | 20.6 (69.1)             | 15.8 (60.4)             | 10.1 (50.2)             | 7.5 (45.5)              | 15.5 (59.9)             |
| 日均气温 °C（°F）       | 3.4 (38.1)              | 4.2 (39.6)              | 6.8 (44.2)              | 8.9 (48.0)              | 13.3 (55.9)             | 16.7 (62.1)             | 19.1 (66.4)             | 19.2 (66.6)             | 15.2 (59.4)             | 11.7 (53.1)             | 6.4 (43.5)              | 4 (39)                  | 10.7 (51.3)             |
| 平均低温 °C（°F）       | −0.2 (31.6)             | 0.2 (32.4)              | 2.1 (35.8)              | 4 (39)                  | 8.1 (46.6)              | 11.1 (52.0)             | 13.1 (55.6)             | 13.2 (55.8)             | 9.9 (49.8)              | 7.6 (45.7)              | 2.7 (36.9)              | 0.5 (32.9)              | 6 (43)                  |
| 历史最低温 °C（°F）     | −17 (1)                 | −11 (12)                | −12.7 (9.1)             | −4.5 (23.9)             | −1 (30)                 | 2 (36)                  | 3 (37)                  | 4 (39)                  | 0 (32)                  | −5 (23)                 | −10 (14)                | −11.8 (10.8)            | −17 (1)                 |
| 平均降水量 mm（）       | 92 (3.6)                | 81.4 (3.20)             | 79.5 (3.13)             | 114.7 (4.52)            | 97 (3.8)                | 78.3 (3.08)             | 53.9 (2.12)             | 73.1 (2.88)             | 82.3 (3.24)             | 105.3 (4.15)            | 100.6 (3.96)            | 94.2 (3.71)             | 1,052.3 (41.43)         |
| 月均日照時數            | 63.6                    | 89.5                    | 125.9                   | 194.7                   | 211.8                   | 249.9                   | 187.4                   | 263.5                   | 214.6                   | 183.2                   | 68.3                    | 87.2                    | 1,939.6                 |
| 来源：infoclimat.fr     |                         |                         |                         |                         |                         |                         |                         |                         |                         |                         |                         |                         |                         |

## 行政区划
埃斯帕利永的市镇编号为12096，邮政编号为12500。
在行政管理方面，埃斯帕利永隶属于法国奥克西塔尼大区阿韦龙省罗德兹区；在地方选举方面，埃斯帕利永是洛特-特吕耶尔县的中央投票站所在地，其市镇范围全境被划入阿韦龙省第一选区；在社会管理方面，埃斯帕利永是洛特-特吕耶尔孔塔勒市镇公共社区的办公驻地。
截至2024年4月，埃斯帕利永市镇范围内暂无城市敏感街区及城市政策优先街区。
法国国家统计与经济研究所（简称）在进行数据统计时，将埃斯帕利永及相邻的另外一个市镇设为埃斯帕利永城市核心区以及埃斯帕利永城市区（Aire urbaine d'Espalion）。自2020年起，埃斯帕利永城市区被包含7个市镇的埃斯帕利永城市辐射区代替。此外，还将埃斯帕利永市镇整体看作一个“块区”（IRIS），以便于统计人口分布情况。

## 交通

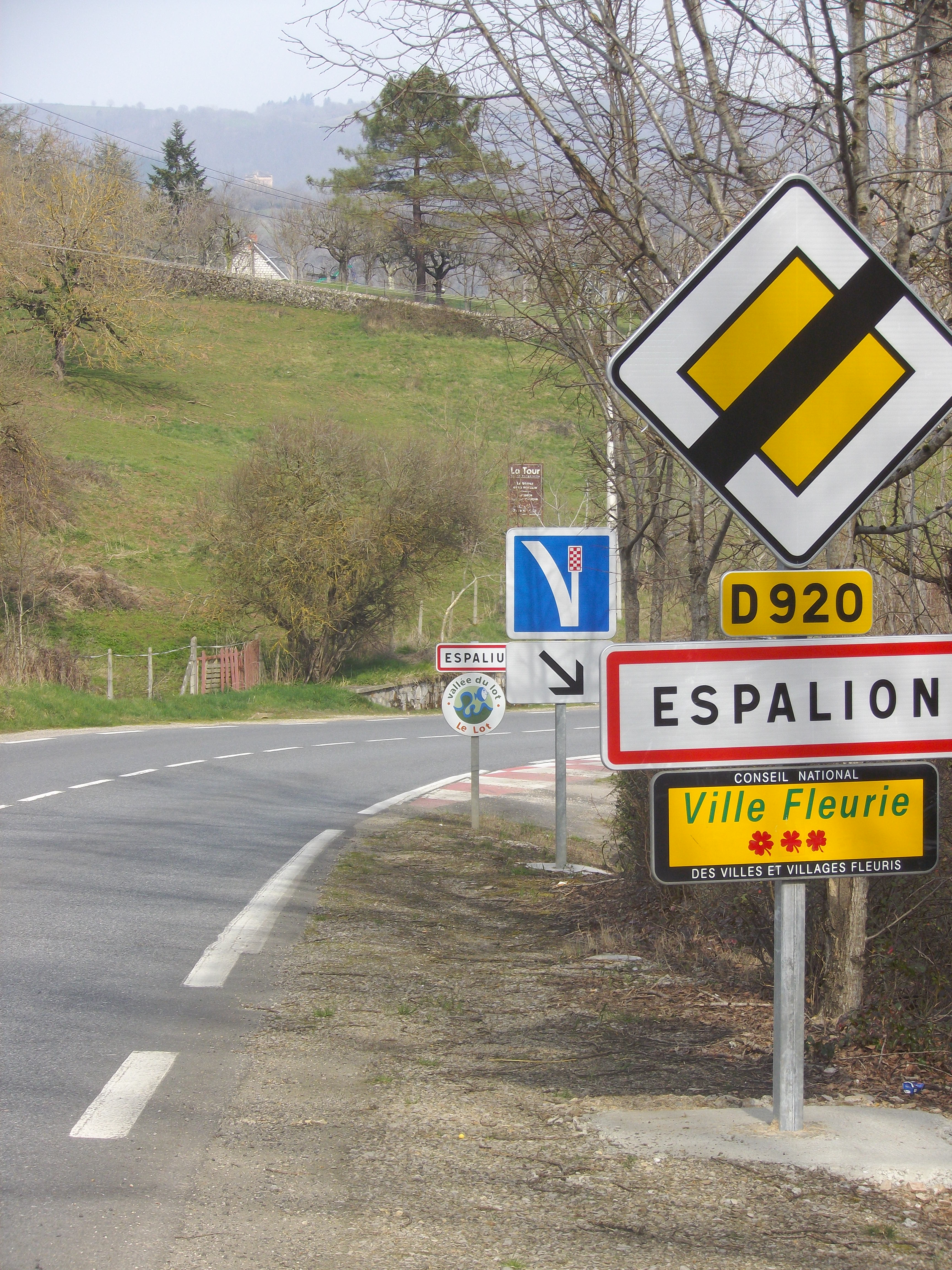
埃斯帕利永入城路牌

### 公路
阿韦龙省省道D28线、D108线、D920线、D921线和D987线在埃斯帕利永境内交汇。奥克西塔尼大区下属的城际客运提供巴士线路，可前往省会罗德兹。
| 42 | 46 |

| 罗德兹 | 31 |

| 昂特赖格 | 27 |

| 圣弗卢尔 | 79 |

2019年，60.7%的埃斯帕利永家庭拥有至少一辆私人汽车。2018年，埃斯帕利永境内共发生各类交通事故4起，造成1人遇难，9人受伤，其中4人重伤。

### 铁路
途径埃斯帕利永的贝托莱讷－埃斯帕利永铁路已于1938年停止客运服务，并于1989年彻底废弃。
距离埃斯帕利永最近的运营中的客运铁路车站为29公里外的罗德兹站，该站开行前往巴黎的夜班城际列车以及前往图卢兹和布里夫两个方向的区域列车。

### 航空
距离埃斯帕利永最近的民用航空站为罗德兹机场，距离埃斯帕利永市中心的公路里程约39公里。

### 城市公共交通
截至2023年3月，埃斯帕利永暂无城市公共交通系统。

## 政治

### 市政内阁

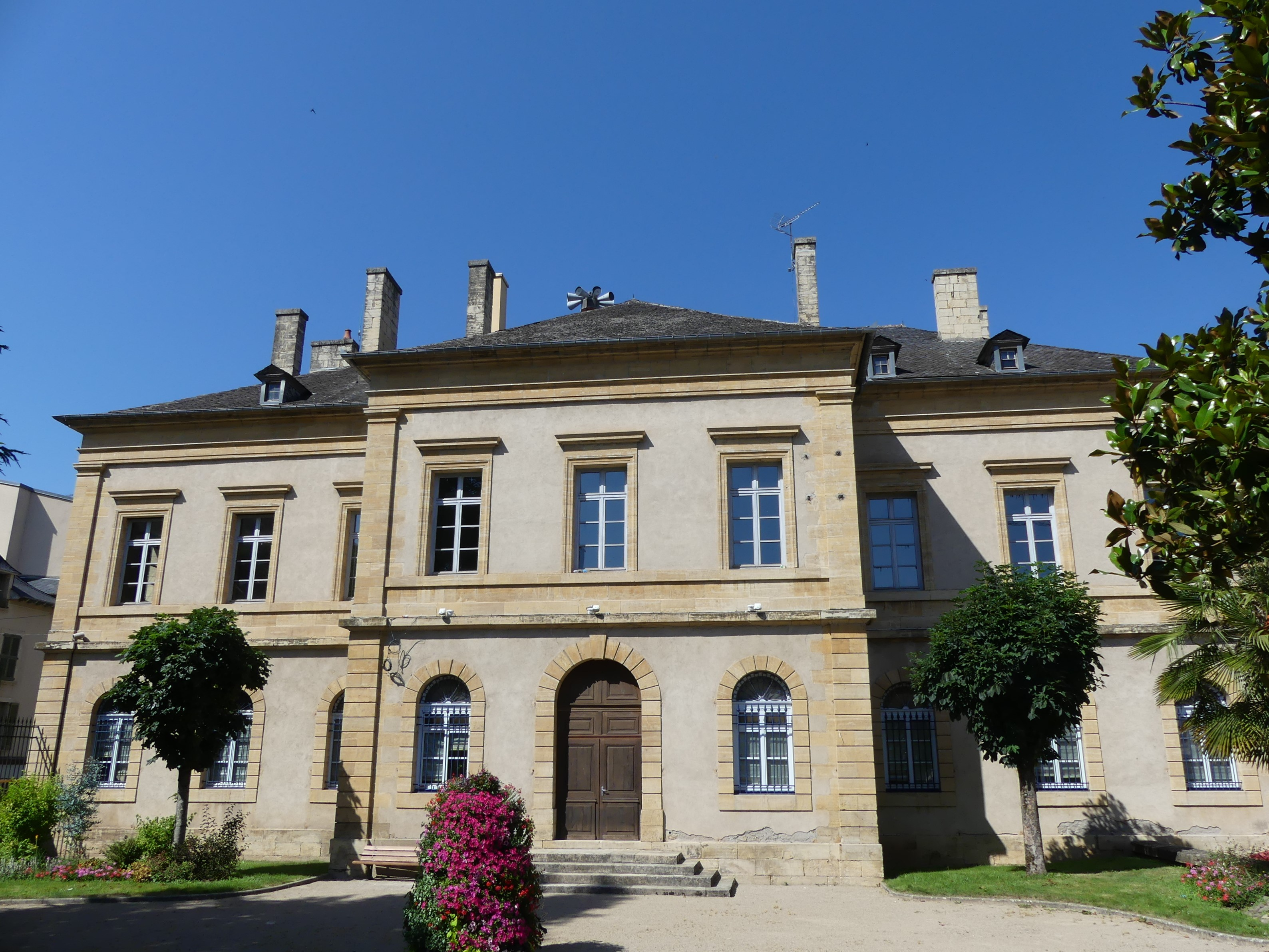
埃斯帕利永市政厅

埃斯帕利永的现任市长为埃里克·皮卡尔先生（Eric PICARD），他是一名右翼无党派人士，在2020年的市政选举中获得了52.22%的支持率。
| 埃斯帕利永历届市长 | 埃斯帕利永历届市长          | 埃斯帕利永历届市长                                        |
| 任期               | 市长                        | 党派                                                      |
| ------------------ | --------------------------- | --------------------------------------------------------- |
| 1945年－1977年     | Jean SOLINHAC 让·索利尼亚克 | MRP人民共和运动                                           |
| 1977年－1995年     | Maurice CAYRON 莫里斯·凯龙  | UDF法国民主联盟 →CDS社会民主中心                          |
| 1995年－2014年     | Gilbert CAYRON 吉尔贝·凯龙  | UDF法国民主联盟 →MoDem民主运动 →UDI民主人士和独立人士联盟 |
| 2014年－           | Eric PICARD 埃里克·皮卡尔   | DVD右翼无党派人士                                         |

### 各级选举
| 埃斯帕利永历届投票选举结果 | 埃斯帕利永历届投票选举结果 | 埃斯帕利永历届投票选举结果 | 埃斯帕利永历届投票选举结果 | 埃斯帕利永历届投票选举结果       | 埃斯帕利永历届投票选举结果 | 埃斯帕利永历届投票选举结果 | 埃斯帕利永历届投票选举结果 | 埃斯帕利永历届投票选举结果 | 埃斯帕利永历届投票选举结果 |
| 选举项目                   | 选举范围                   | 选区单位                   | 选区单位内的选举结果       | 选区单位内的选举结果             | 选区单位内的选举结果       | 选区单位内的选举结果       | 选区单位内的选举结果       | 选区单位内的选举结果       | 参考资料                   |
| 选举项目                   | 选举范围                   | 选区单位                   | 第一轮胜出者               | 第一轮胜出者                     | 支持率                     | 第二轮胜出者               | 第二轮胜出者               | 支持率                     | 参考资料                   |
| -------------------------- | -------------------------- | -------------------------- | -------------------------- | -------------------------------- | -------------------------- | -------------------------- | -------------------------- | -------------------------- | -------------------------- |
| 2017年法國總統選舉         | 法國                       | 市镇                       |                            | 弗朗索瓦·菲永                    | 29.59%                     |                            | 埃马纽埃尔·马克龙          | 71.73%                     | [ 28 ]                     |
| 2017年法国立法选举         | 阿韦龙省第一选区           | 市镇                       |                            | 斯特凡纳·马扎尔                  | 43.04%                     |                            | 斯特凡纳·马扎尔            | 59.12%                     | [ 28 ]                     |
| 2019年欧洲议会选举         | 法國                       | 市镇                       |                            | 纳塔莉·卢瓦索                    | 26.07%                     | （不适用）                 | （不适用）                 | （不适用）                 | [ 30 ]                     |
| 2021年法国省级选举         | 阿韦龙省                   | 县                         |                            | 让-克洛德·昂格拉尔 弗朗西娜·拉丰 | 54.95%                     | （不适用）                 | （不适用）                 | （不适用）                 | [ 31 ]                     |
| 2021年法国省级选举         | 阿韦龙省                   | 市镇                       |                            | 让-克洛德·昂格拉尔 弗朗西娜·拉丰 | 35.46%                     | （不适用）                 | （不适用）                 | （不适用）                 | [ 31 ]                     |
| 2021年法国大区选举         | 奧克西塔尼大區             | 市镇                       |                            | 卡萝尔·德尔加                    | 35.68%                     |                            | 卡萝尔·德尔加              | 50.76%                     | [ 32 ]                     |
| 2022年法国总统选举         | 法國                       | 市镇                       |                            | 埃马纽埃尔·马克龙                | 30.77%                     |                            | 埃马纽埃尔·马克龙          | 62.2%                      | [ 28 ]                     |
| 2022年法国立法选举         | 阿韦龙省第一选区           | 市镇                       |                            | 斯特凡纳·马扎尔                  | 45.61%                     |                            | 斯特凡纳·马扎尔            | 68.4%                      | [ 28 ]                     |

## 人口
2021年，埃斯帕利永市镇人口数量为4,624，在法国排名第2,412位。其中男性2,167人，女性2,476人，75岁及以上人口占15.8%，外籍人口数量为220人，人口密度为126人/平方公里，当地居民被称为（男性）或（女性）。2022年，埃斯帕利永境内出生36人，死亡人口71人。
| 埃斯帕利永1901年－2020年人口变化情况 |
|                                      |
| 数据来源：Cassini、INSEE             |

## 经济
埃斯帕利永是一个区域性的中心城市。截止2024年4月，埃斯帕利永市镇范围内共有各类用人单位（包含自雇）1,033家，平均历史为18年，其中99.43%为中小型企业（PME），2024年2月至4月间，当地的经济活力指数为0.68%。（大型零售）、（房屋租赁）及（传统餐饮）是当地2022年营业额最高的三个企业，分别为28,397,057欧元、11,063,136欧元和721,861欧元。

## 财政与居民收入
2021年，埃斯帕利永的财政收入总额为4,234,370欧元，财政支出总额为3,963,310欧元，当年的债务总额为5,986,550欧元。2021年，埃斯帕利永市镇通过增值税获得162,210欧元的收入，此外当地还共获得了189,220欧元的国家直接财政补助。
| 埃斯帕利永居民收入情况                           | 埃斯帕利永居民收入情况 | 埃斯帕利永居民收入情况 | 埃斯帕利永居民收入情况 |
| 内容                                             | 埃斯帕利永             | 法国                   | 统计年份               |
| ------------------------------------------------ | ---------------------- | ---------------------- | ---------------------- |
| 征税家庭总数                                     | 2,293                  | 1,081（法国市镇平均）  | 2022年                 |
| 居民平均月收入                                   | 1,995欧元              | 2,435欧元              | 2022年                 |
| 高级职员人均月收入                               | 3,574欧元              | 4,331欧元              | 2021年                 |
| 中级职员人均月收入                               | 2,183欧元              | 2,470欧元              | 2021年                 |
| 普通职员人均月收入                               | 1,693欧元              | 1,801欧元              | 2021年                 |
| 贫困率                                           | 11%                    | 14.5%                  | 2020年                 |
| 青壮年（15至64岁）失业率                         | 6.5%                   | 7.4%                   | 2020年                 |
| 征税家庭数量占比                                 | 41.7%                  | 45.5%                  | 2020年                 |
| 家庭年均纳税                                     | 2,728欧元              | 4,393欧元              | 2022年                 |
| 资料来源：INSEE、L'Internaute、Le Journal du Net |                        |                        |                        |

## 社会事务

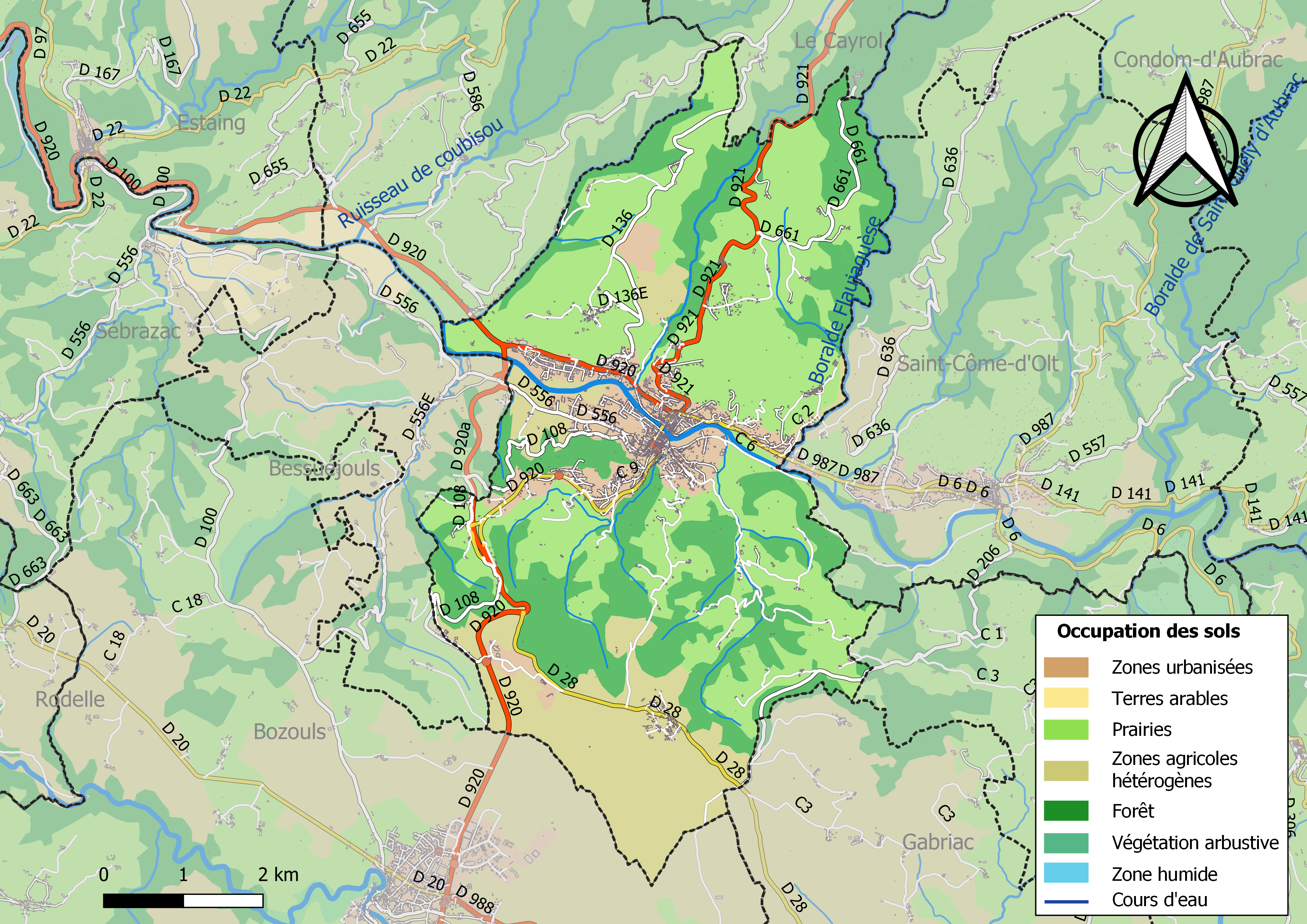
埃斯帕利永土地利用情况地图

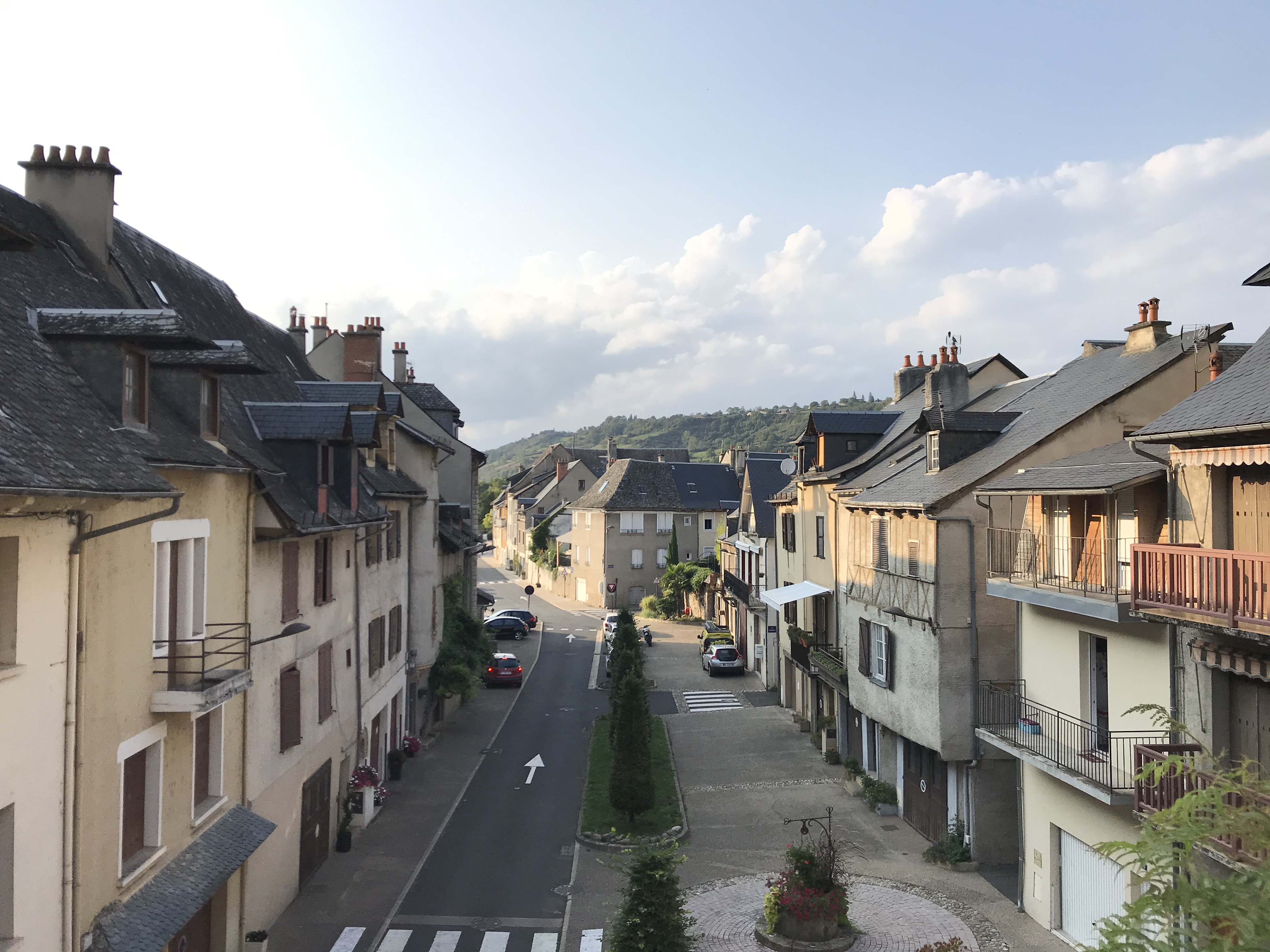
让-巴斯蒂德·凯永街两侧的建筑

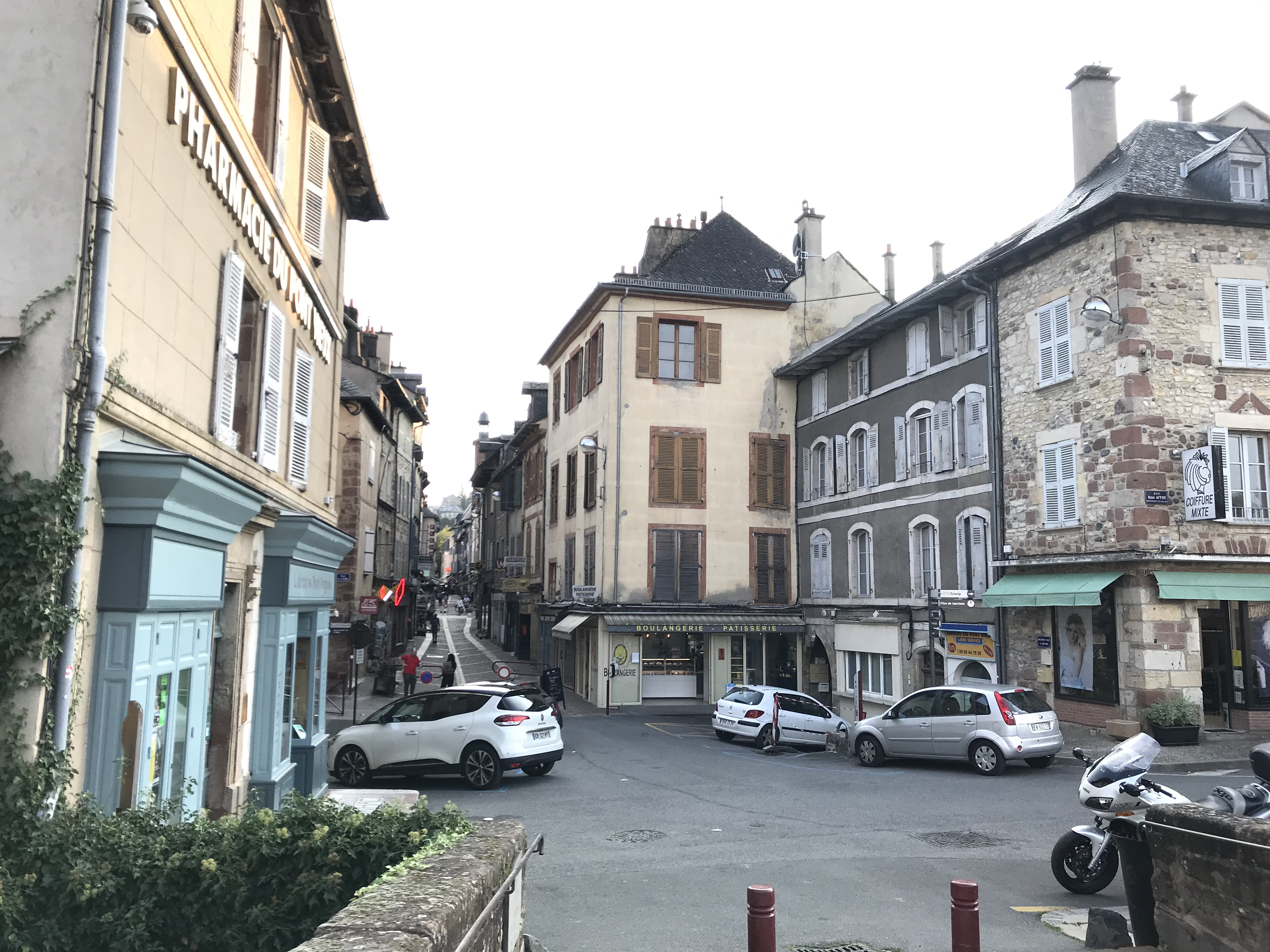
右街口

### 教育
埃斯帕利永属于图卢兹学区。截止2021年1月1日，埃斯帕利永境内共有2所幼儿园、2所小学、2所初级中学和1所普通高中。2021至2022学年度，埃斯帕利永境内共有在校中等教育阶段学生712名。

### 医疗
截止2021年1月1日，埃斯帕利永境内共有全科医生7名、保健师4名、牙医5名、护士15名和助产士3名。境内共有药房3家。
埃斯帕利永中心医院，全名为“埃斯帕利永-洛特河畔圣洛朗市际中心医院”（Centre hospitalier Intercommunal Espalion-Saint Laurent d'Olt），是法国的一个区域性医疗机构，其主病区让·索利尼亚克医院（Hôpital Jean Solinhac）位于埃斯帕利永市区，设有床位248个，是当地规模最大的公立综合性医院。

### 住房
2020年，埃斯帕利永境内共有各类住房3,254套，其中53.7%为独立式居民区，46.1%为集中式居民区。常住房屋占埃斯帕利永市镇范围内居民建筑总量的70.5%。
在住房保障政策方面，2022年，埃斯帕利永境内共有294户家庭获得了住房经济补助，受益人数占总人口数量的6.4%，其中286份为房租补助。

### 商业
2021年，埃斯帕利永境内共有各类实体商铺167家，其中餐厅18家、大型超市4家、杂货店2家、面包房4家、肉铺5家、书店4家、银行门店5家、美容美发店7家、汽车维修店9家。市中心建有一家家乐福便民超市，市区西北部则建有Super U购物商场。

### 体育
2021年，埃斯帕利永境内共有3家游泳池、1间体育馆、5处网球场以及2处足球或橄榄球场。
在团体体育项目方面，埃斯帕利永北阿韦龙橄榄球俱乐部（Rugby Club Espalion Nord Aveyron）是当地的一支橄榄球队，成立于1969年，其主队2023至2024赛季参加法国橄榄球区域乙组联赛（法国第九级别），其主场为米歇尔·格拉尼埃球场（Stade Michel Granier）；此外，截至2024年4月，埃斯帕利永体育联盟（Union Sportive Espalionnaise，编号506080）是埃斯帕利永境内唯一的一家注册足球俱乐部，该足球队成立于1924年，其主队2023至2024赛季参加阿韦龙省足球联赛甲组（法国第九级别），其主场亦为米歇尔·格拉尼埃球场。

### 环境
埃斯帕利永的环境事务由其所属的洛特-特吕耶尔孔塔勒市镇公共社区联合各级政府协调负责。2021年，埃斯帕利永境内暂无污染企业。

### 治安
2021年，埃斯帕利永市镇范围内有1处宪兵队。
埃斯帕利永及其附近的共114个市镇是罗德兹国家宪兵队（zone gendarmerie de Rodez）的管辖范围。2020年，该宪兵队累计记录各类案件1,950起，其中盗窃类案件804起，经济类案件474起，毒品交易类案件65起。

## 文化
2021年，埃斯帕利永境内共有1家电影院和2家博物馆。埃斯帕利永建有市政图书馆，每周二、三、五、六向公众开放。

### 建筑
埃斯帕利永境内有多处历史建筑，其中洛特河畔卡尔蒙城堡遗址、旧施洗约翰教堂、埃斯帕利永司法宫等为法国国家文物保护单位。

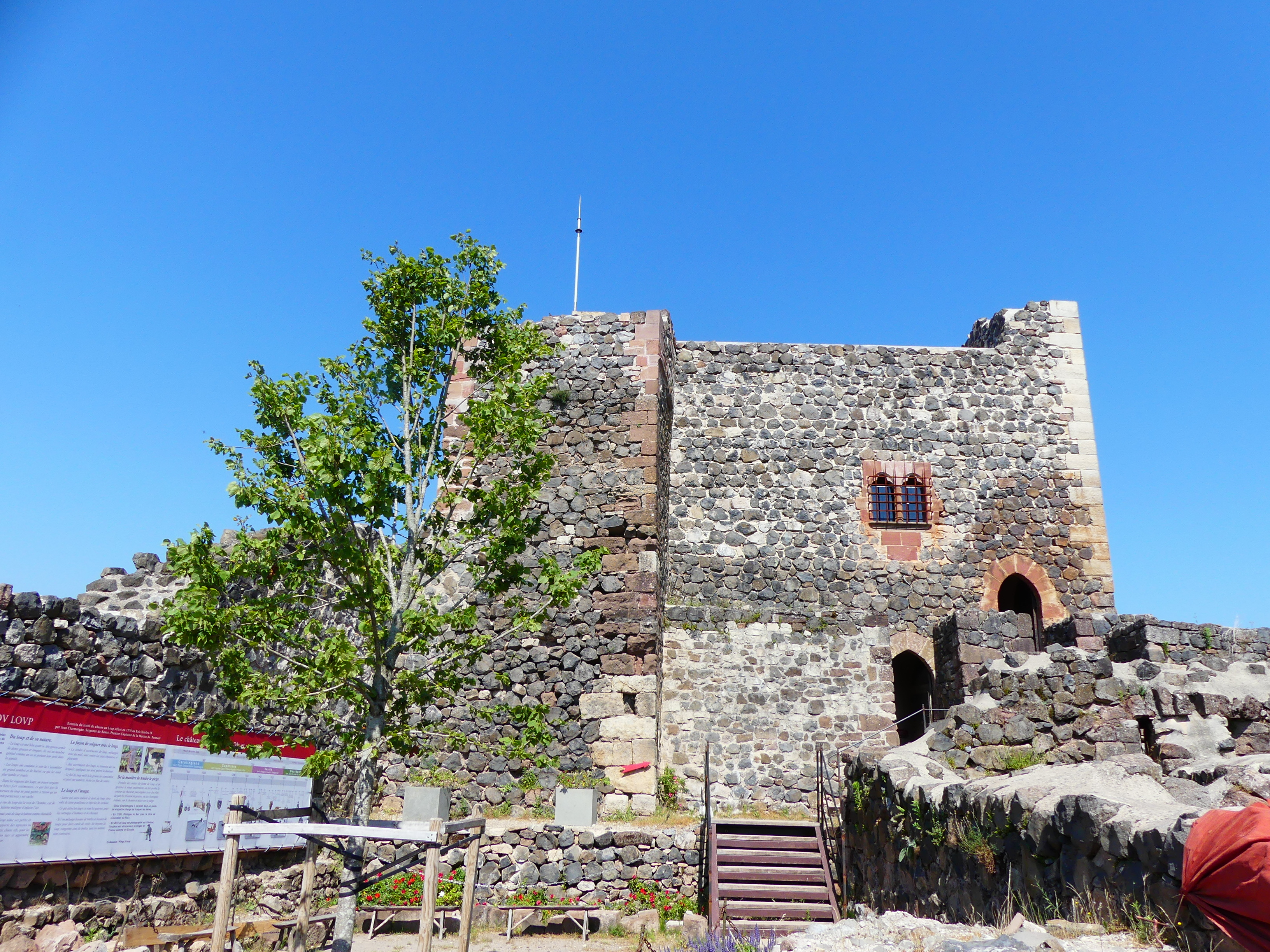
洛特河畔卡尔蒙城堡（法语：Château de Calmont d'Olt）遗址
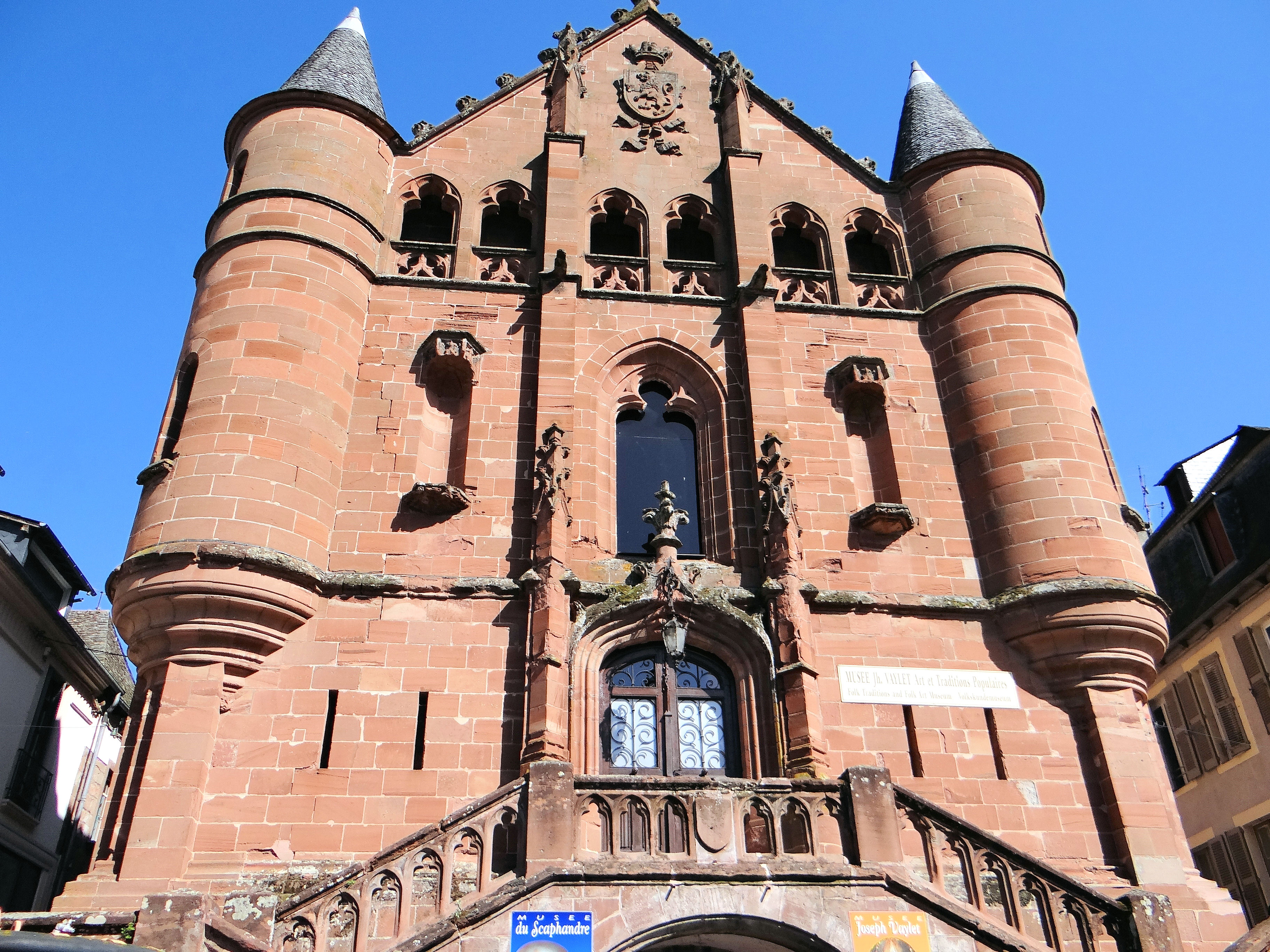
旧施洗约翰教堂（法语：Ancienne église Saint-Jean-Baptiste d'Espalion）
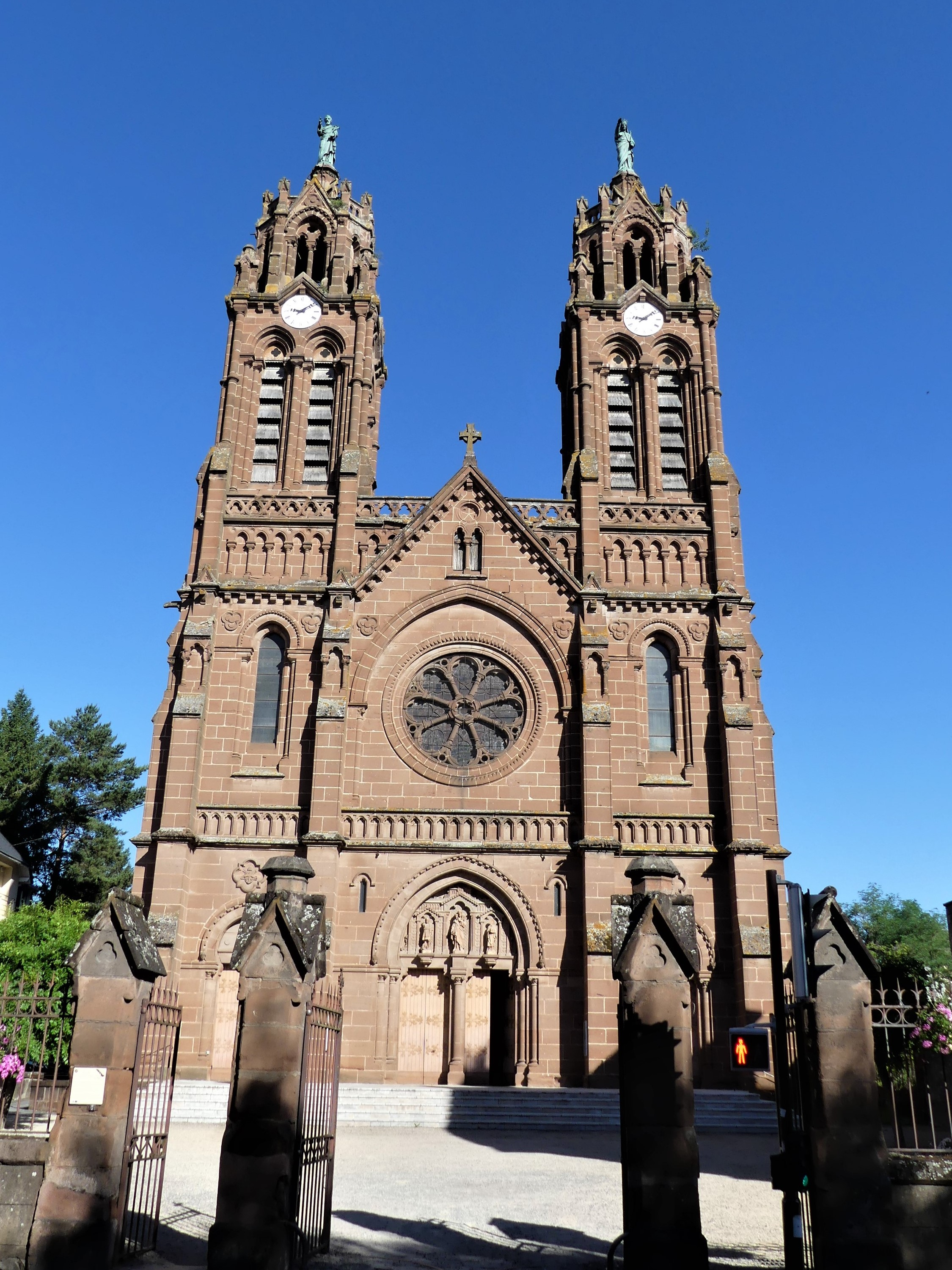
新教堂
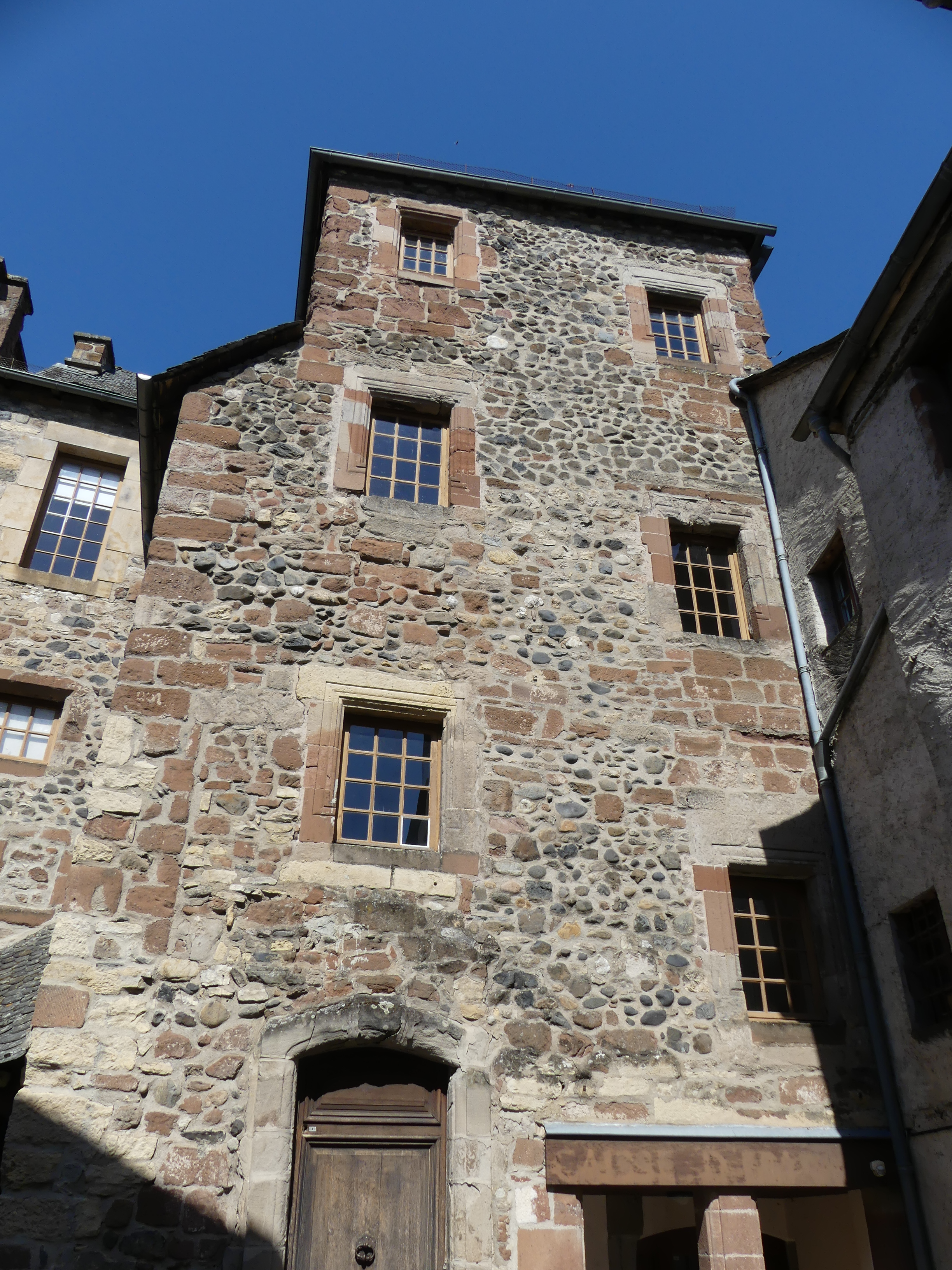
司法宫（法语：Palais de justice d'Espalion）
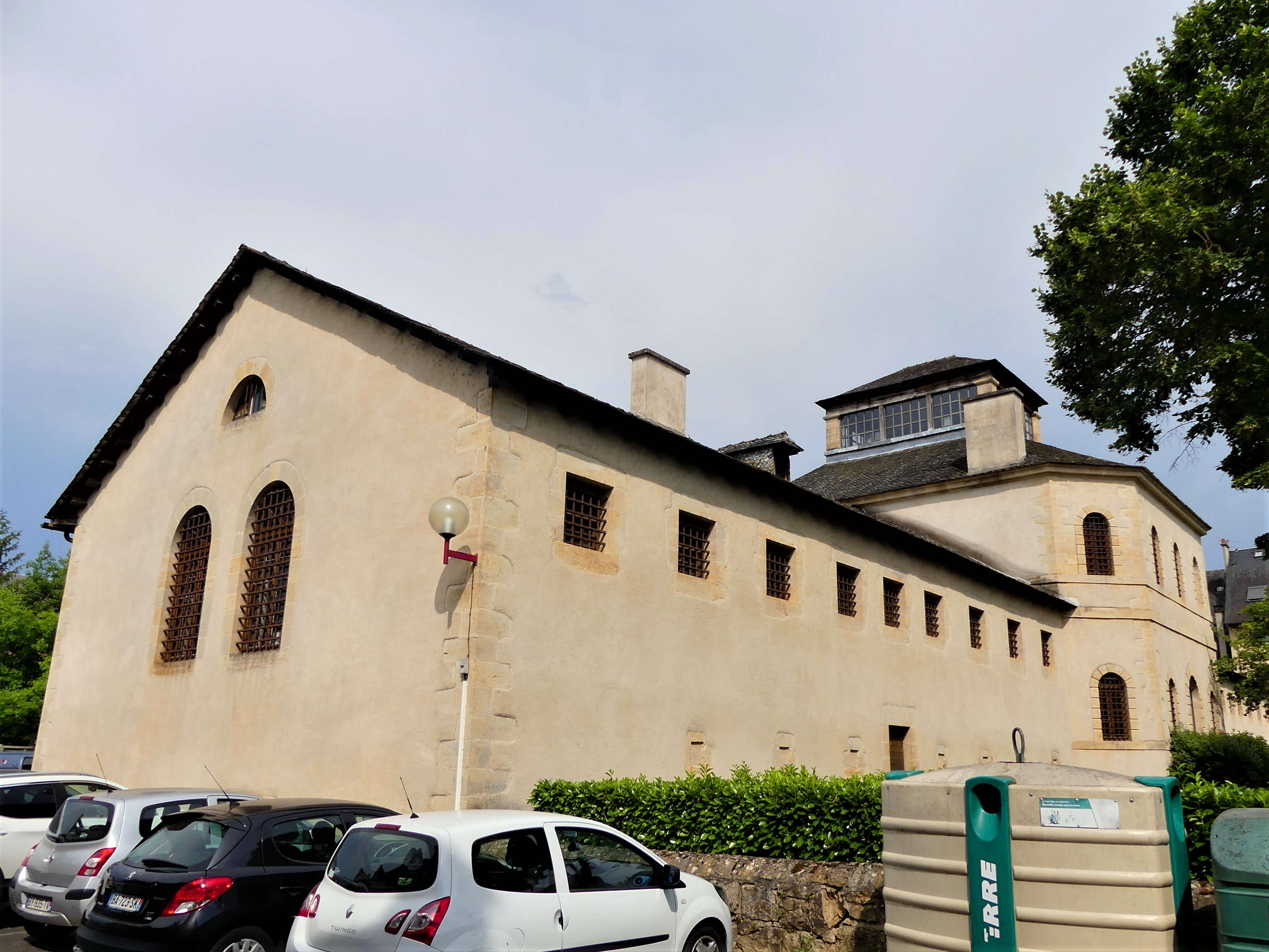
监狱旧址
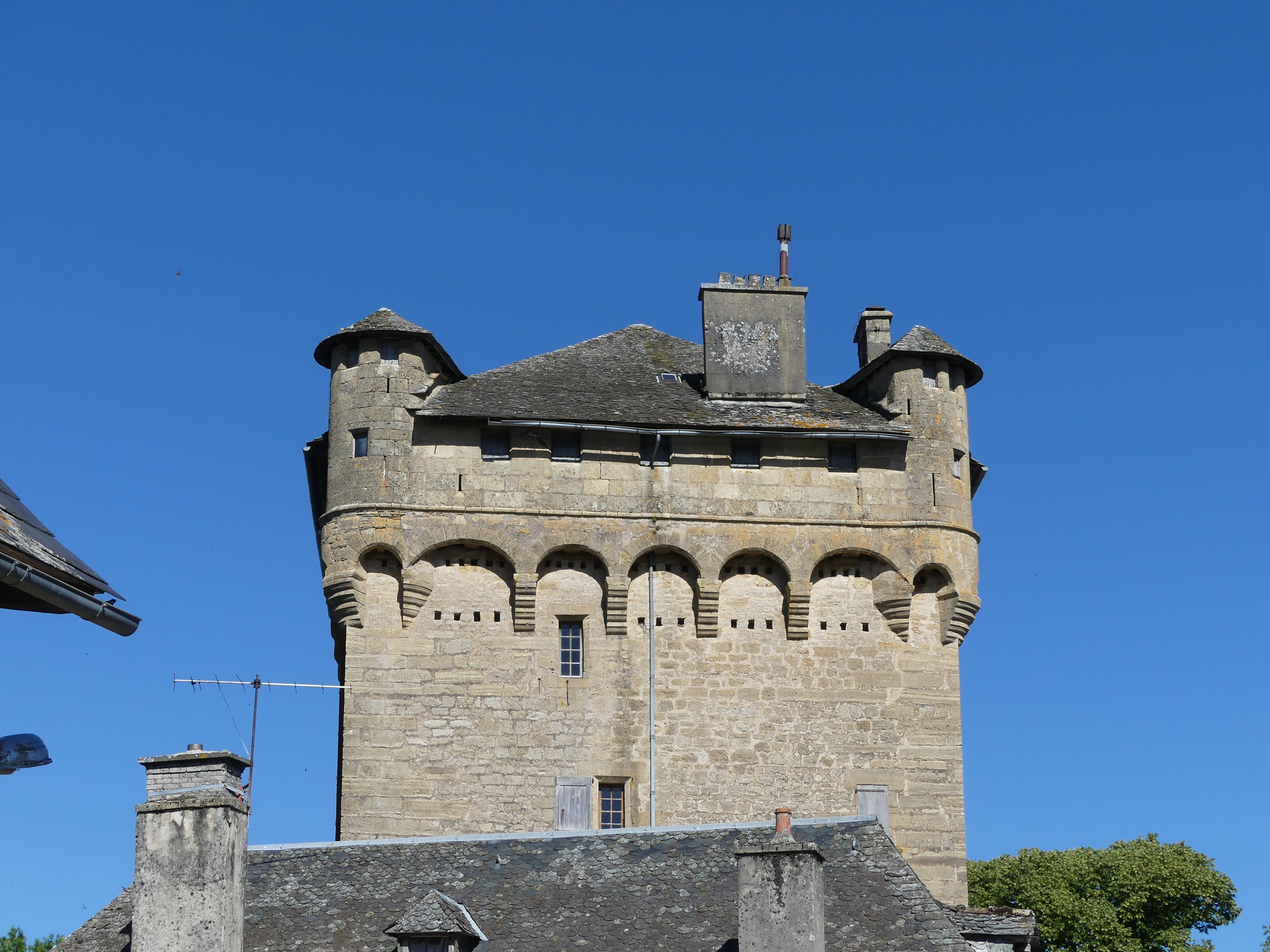
马斯城堡（法语：Château de Masse）塔楼
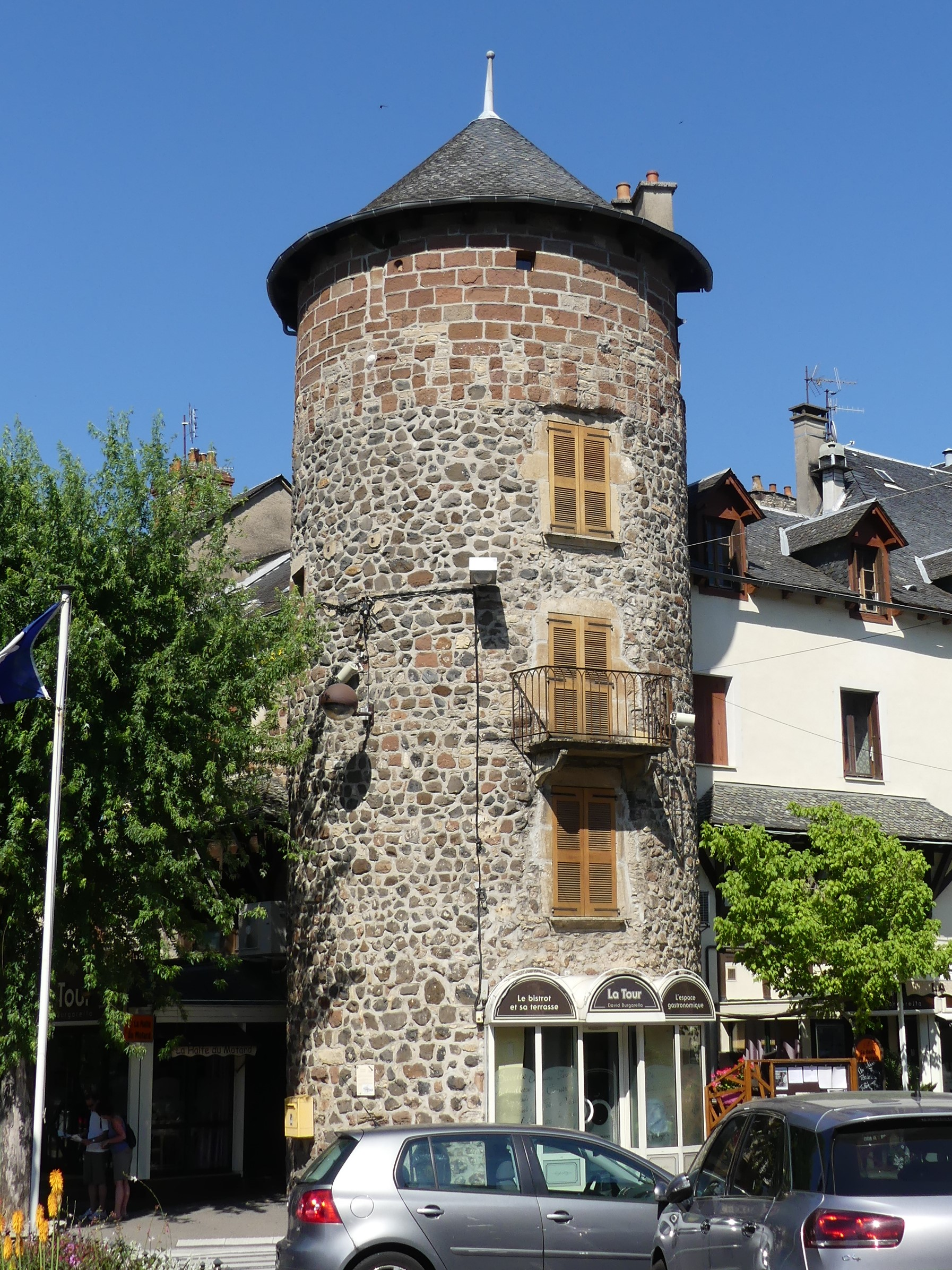
米舒塔
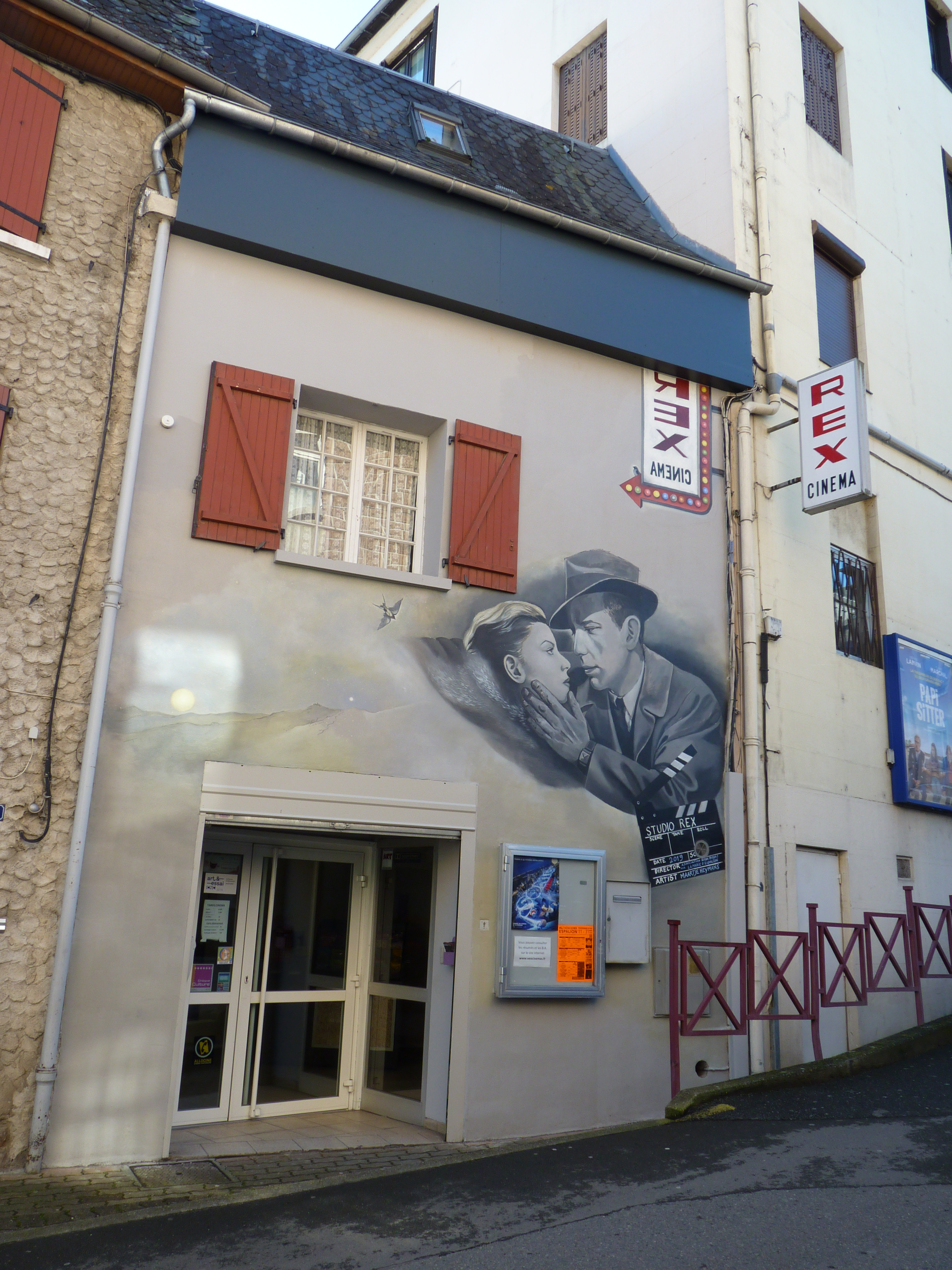
电影院

### 旅游

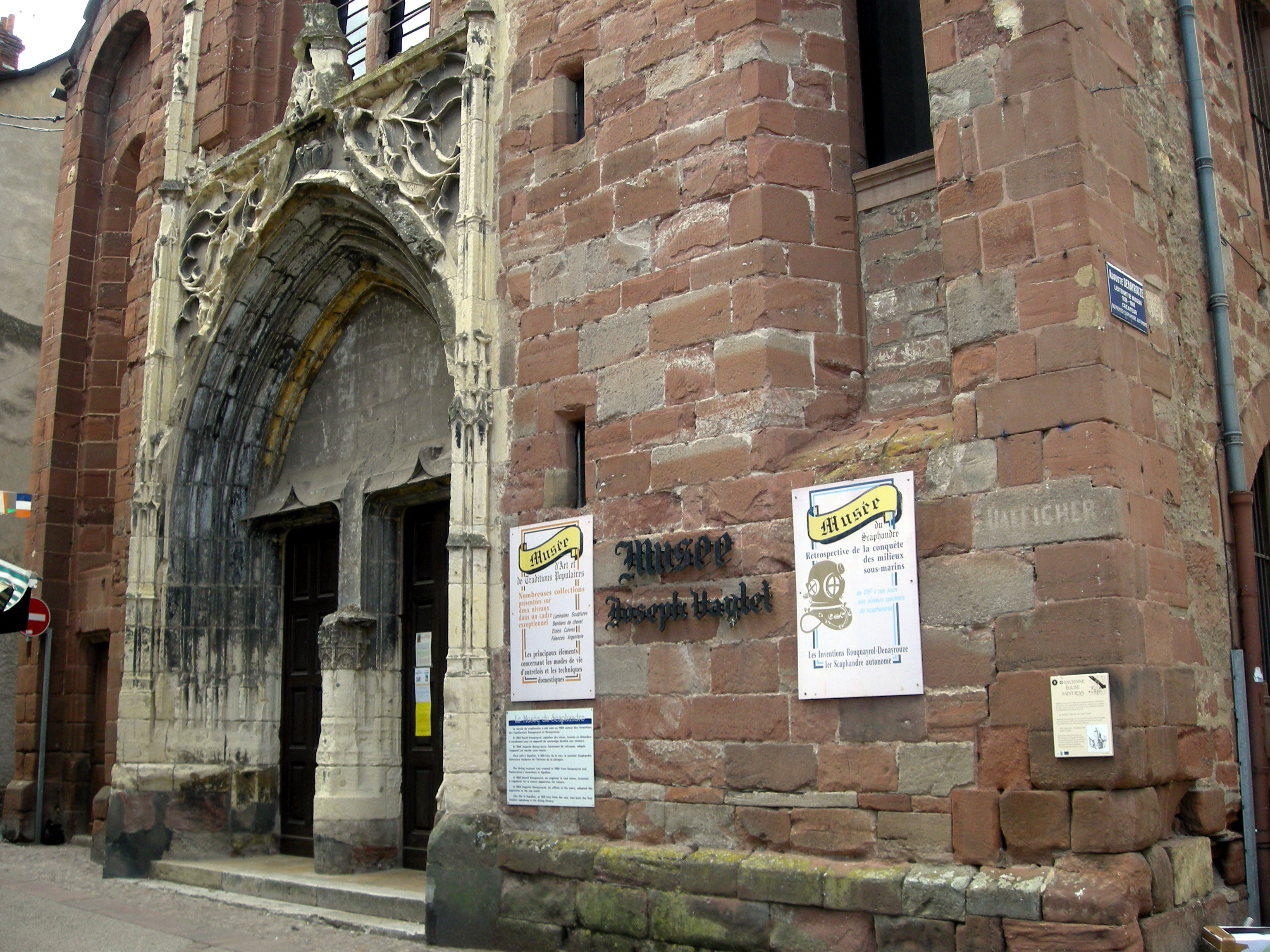
埃斯帕利永的一处博物馆

埃斯帕利永的旅游事务由其所属的洛特-特吕耶尔孔塔勒市镇公共社区负责。2022年，埃斯帕利永境内共有2家酒店共计39间房间；另有1个露营地，可容纳共101辆露营车。

### 媒体
法国主要的媒体均可在埃斯帕利永接收，法国电视三台下属的奥克西塔尼大区频道在部分时段播出埃斯帕利永所在阿韦龙省的地方新闻。《南部追寻》、《阿韦龙中央报》、《自由南方》、蓝色法兰西奥克西塔尼广播、奥克西塔尼电视台等为当地主要的地方性媒体。

## 相关人物
法国工程师伯努瓦·鲁凯罗尔和法裔阿根廷艺术家尼马·艾里尼亚克出生于埃斯帕利永。

## 友好城市
截至2023年3月，埃斯帕利永共与四座城市互为友好城市关系：
- 德国 莱茵河畔英格尔海姆（1950年）
- 西班牙 陶斯特（1981年）
- 義大利 兰吉拉诺（1990年）
- 阿韦龙省 勒科托（1998年）